# Indice Diesel
Indicele diesel este o constantă caracteristică a combustibilului, a cărei valoare apreciează gradul de sensibilitate la autoaprindere a combustibilului Diesel .Marime conventionala bazata pe relatia dintre densitate si punctul de anilina; si continutul in hidrocarburi aromatice si parafinice din combustibil.